# Philydor erythrocercum
Philydor erythrocercum là một loài chim trong họ Furnariidae.